# Sulcarius pluricinctus
Sulcarius pluricinctus är en stekelart som först beskrevs av Gabriel Strobl 1901.  Sulcarius pluricinctus ingår i släktet Sulcarius och familjen brokparasitsteklar. Inga underarter finns listade i Catalogue of Life.